# Sully (film)
Sully is een Amerikaanse biografische film uit 2016 onder regie van Clint Eastwood. De film gaat over gezagvoerder Chesley "Sully" Sullenberger en zijn noodlanding met US Airways-vlucht 1549 op de Hudson en is gebaseerd op het autobiografisch boek Highest Duty: My Search for What Really Matters van Chesley Sullenberger en Jeffrey Zaslow. De film ging op 2 september in première op het Filmfestival van Telluride.

## Verhaal
Op 15 januari 2009 bestuurde Chesley Sullenberger een Airbus A320 die op weg was van LaGuardia Airport in New York naar Charlotte/Douglas International Airport in Charlotte, North Carolina. De vlucht had de nummers (US Airways)1549 en (United Airlines)1919 meegekregen. Kort na het opstijgen meldde Sullenberger aan de luchtverkeersleiding dat het vliegtuig een grote zwerm ganzen had geraakt waardoor beide motoren waren uitgevallen. Sullenberger besloot het vliegtuig op de Hudson te laten landen. Circa zes minuten na de start raakte het vliegtuig het water van deze rivier ter hoogte van 48th Street in Manhattan. Alle 155 passagiers en bemanningsleden overleefden. Sullenberger wordt door de media als held onthaald maar moet het onderzoek na de crash afwachten dat heel belangrijk zal zijn voor zijn carrière en reputatie.

## Rolverdeling
| Acteur           | Personage                    |
| ---------------- | ---------------------------- |
| Tom Hanks        | Chesley "Sully" Sullenberger |
| Aaron Eckhart    | Jeff Skiles                  |
| Laura Linney     | Lorraine Sullenberger        |
| Anna Gunn        | Dr. Elizabeth Davis          |
| Autumn Reeser    | Tess Soza                    |
| Holt McCallany   | Mike Cleary                  |
| Max Adler        | Jimmy Stefanik               |
| Sam Huntington   | Jeff Kolodjay                |
| Wayne Bastrup    | Brian Kelly                  |
| Valerie Mahaffey | Diane Higgins                |

## Prijzen en nominaties
| Jaar | Prijs                    | Categorie                 | Genomineerde(n)           | Resultaat |
| ---- | ------------------------ | ------------------------- | ------------------------- | --------- |
| 2016 | National Board of Review | Top 10 films van het jaar | Top 10 films van het jaar | Gewonnen  |
| 2016 | American Film Institute  | Top 10 films van het jaar | Top 10 films van het jaar | Gewonnen  |

## Productie
Op 2 juni 2015 werd aangekondigd dat Clint Eastwood de biografische film over Chesley Sullenberger zou regisseren voor Warner Bros. De filmrechten van het boek Highest Duty: My Search for What Really Matters waren sinds 2010 in handen van Allyn Stewart en Frank Marshall. Op 18 juni 2015 werd bekendgemaakt dat Tom Hanks kandidaat was voor de hoofdrol. De filmopnamen gingen van start op 28 september 2015 in New York. Daarna werd er gefilmd in Atlanta, North Carolina, Los Angeles en Kearny (New Jersey) waar het filmen eindigde op 29 april 2016. Het filmen gebeurde bijna uitsluitend met IMAX-camera’s.